# نيلسون غريني (لاعب كرة قاعدة)
نيلسون غريني (بالإنجليزية: Nelson George Greene)‏ هو لاعب كرة قاعدة أمريكي، ولد في 20 سبتمبر 1900 في فيلادلفيا في الولايات المتحدة، وتوفي في 6 مايو 1983 في لبنان في الولايات المتحدة.

## وصلات خارجية
- نيلسون غريني على موقعبيزبول رفرنس.كوم (الدوري الرئيسي) (الإنجليزية)
- نيلسون غريني على موقعبيزبول رفرنس.كوم (الدوري الثانوي) (الإنجليزية)